# 1074

## Narození
- 12. února – Konrád Francký, panovník Svaté říše římské († 27. července 1101)
- ? – Hugo I. ze Champagne, hrabě ze Champagne a Troyes, příslušník templářského řádu, přítel Bernarda z Clairvaux († 14. června 1126)
- ? – Matylda z Huntingdonu, hraběnka z Huntingdonu a Northamptonu († 1130)

## Úmrtí
- 28. dubna – Sven II. Dánský, král Dánska (* asi 1019)
- 3. května – Teodosius Pečerský, ruský pravoslavný světec (* 1008)

## Hlava státu
- České knížectví – Vratislav II.
- Svatá říše římská – Jindřich IV.
- Papež – Řehoř VII.
- Anglické království – Vilém I. Dobyvatel
- Francouzské království – Filip I.
- Polské knížectví – Boleslav II. Smělý
- Uherské království – Gejza I. – Šalamoun protikrál
- Byzantská říše – Michael VII. Dukas